# Esquerra Republicana de Catalunya - Catalunya Sí
Esquerra Republicana de Catalunya - Catalunya Sí (ERC-CatSí) és una coalició electoral d'esquerres, republicana i independentista, formada per Esquerra Republicana de Catalunya (ERC) i Catalunya Sí (CatSí). Actualment, també hi tenen participació membres de Demòcrates de Catalunya, Avancem, Moviment d'Esquerres, Socialisme, Catalunya i Llibertat, les Joventuts d'Esquerra Republicana de Catalunya, Nova nou futur en comú i diversos independents.

## Història
La coalició es va presentar el 20 d'octubre de 2011 al Centre Artesà Tradicionàrius i incloïa Esquerra Republicana, Catalunya Sí i Reagrupament. Es va presentar en les eleccions espanyoles de 2011 i van resultar elegits tres diputats: Alfred Bosch, Joan Tardà i Teresa Jordà.
La coalició es presentà també a les eleccions al Parlament de Catalunya de 2012, en les quals van resultar elegits vint-i-un diputats.
La coalició es reedità per a les eleccions espanyoles de 2015, en les quals van resultar elegits nou diputats (Gabriel Rufián, Joan Tardà, Ester Capella, Ana Surra, Joan Capdevila, Jordi Salvador, Xavier Eritja, Teresa Jordà i Joan Olòriz) i sis senadors (Santi Vidal, Miquel Aubà, Josep Rufà, Miquel Àngel Estradé, Jordi Martí i Joaquim Ayats).
ERC-CatSí també es presentà a les eleccions espanyoles de 2016, en les quals van resultar elegits nou diputats (Gabriel Rufián, Joan Tardà, Ester Capella, Ana Surra, Joan Capdevila, Jordi Salvador, Xavier Eritja, Teresa Jordà i Joan Olòriz) i deu senadors (Santi Vidal, Miquel Aubà, Josep Rufà, Laura Castel, Miquel Àngel Estradé, Anna Azamar, Xavier Castellana, Jordi Martí, Joaquim Ayats i Elisenda Pérez). La candidatura tingué el suport de Constituents per la Ruptura, col·lectiu sorgit de Procés Constituent que va formar part de la Candidatura d'Unitat Popular - Crida Constituent a les eleccions al Parlament de Catalunya de 2015. També anunciaren el seu vot per la candidatura encapçalada per Rufián Julià de Jòdar, David Fernández, Jordi Borràs, Francesc Ribera 'Titot' i Enric Vila.

## Partits i organitzacions membres
- Esquerra Republicana de Catalunya (ERC), partit integrant.
- Catalunya Sí (CatSí), partit integrant.
- Demòcrates de Catalunya (DC), 2016-2020
- Avancem, organització participant.
- Moviment d'Esquerres (MES), 2016-2020
- Socialisme, Catalunya i Llibertat, 2016-2020
- Joventuts d'Esquerra Republicana de Catalunya (JERC), organització participant.
- Nova, nou futur en comú, 2020-.
- Independents, participants.
- Constituents per la Ruptura, organització que donà suport el 2015.
- Reagrupament (RI), partit integrant durant el període 2011-2015.